# Вікторія Швіглікова
Вікторія Швіглікова (чеськ. Viktorie Švihlíková; 3 червня 1915, Умань — серпень 2010, Відень) — чесько-австрійська піаністка й клавесиністка.

## Біографія
Музикою почала займатися у свого батька, харківського учителя. Закінчила Празьку консерваторію у Вілема Курца (фортепіано), Вацлава Таліха (камерний ансамбль) і Вітезслава Новака (композиція), займалася також у Парижі в Ізідора Філліпа та в Берліні у Карла Адольфа Мартінсена. 
В 1951 році разом із своїм чоловіком флейтистом Міланом Мунцлінгером, заснувала  камерний ансамбль «Ars rediviva», в складі якого виконала й записала багато музичних творів XVIII століття, в тому числі всі Бранденбургські концерти, Музичне приношення і  «Мистецтво фуги» Йоганна Себастьяна Баха, «Апофеоз Кореллі» й «Апофеоз Люллі» Франсуа Куперена, твори Георга Філіппа Телемана, Антоніо Вівальді, Карла Філіппа Емануеля Баха, Вільгельма Фрідемана Баха, Йоганна Крістіана Баха, Жана-Філіппа Рамо та інші. Виконувала Швіглікова і твори сучасних композиторів — зокрема, Ільї Гурника. Ряд записів виконаний Швігліковою в ансамблі з Жаном П'єром Рампалем.
З кінця 1960-х років Швіглікова викладала в Мальмі, а потім у Відні.